# Manoscritti islamici di Timbuctù

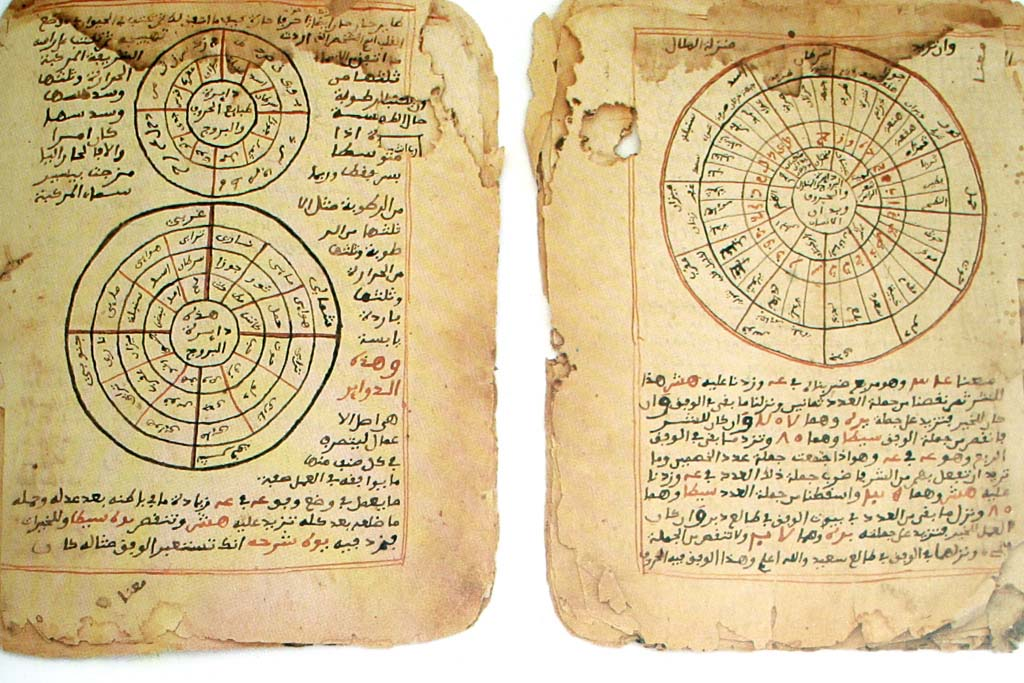
Manoscritti di Timbuctù riguardanti la matematica e l'astronomia.

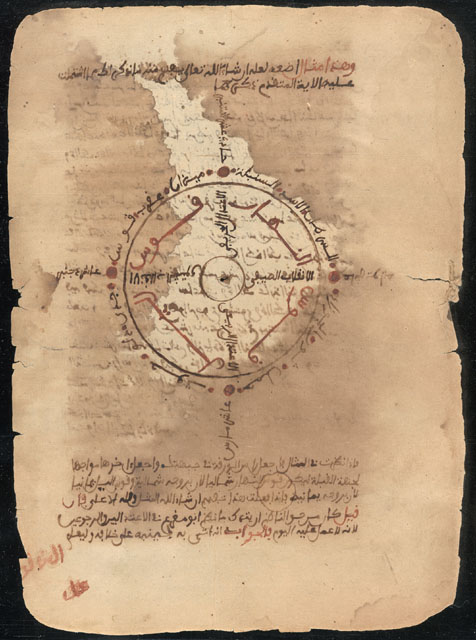
Manoscritto astronomico del Kashf al-Ghumma fī Nafa al-Umma (Le stelle importanti tra la moltitudine dei cieli) di Nāṣir al-Dīn Abū l-ʿAbbās Aḥmad ibn al-Hajj al-Amīn al-Tawathī al-Ghalawī (Mamma Haidara Commemorative Library), Timbuctù.

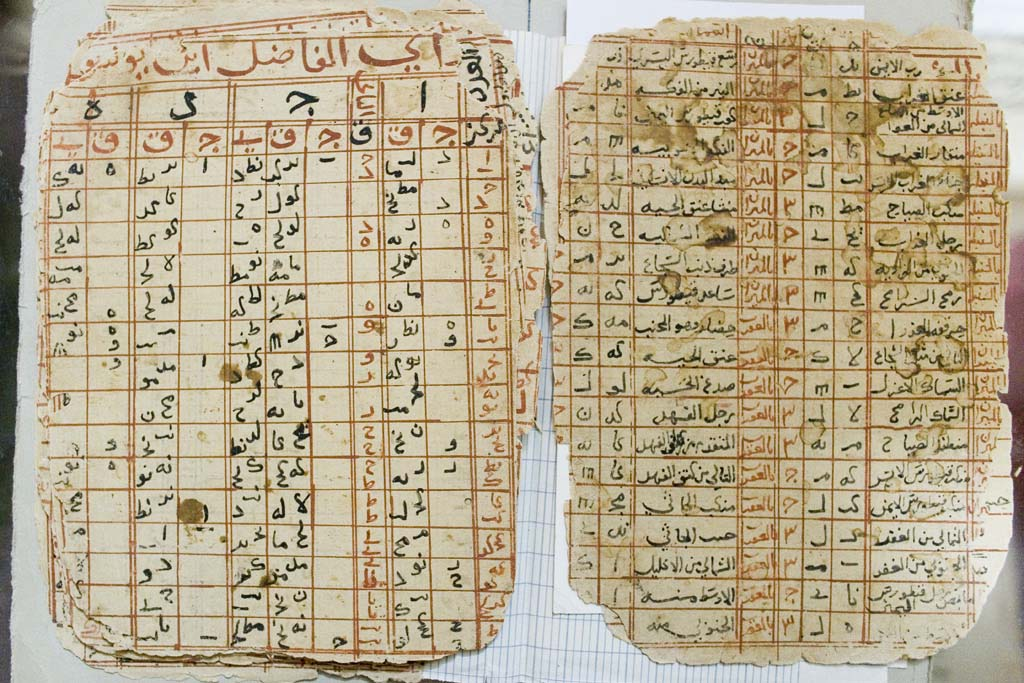
Tavole astronomiche (zīj) conservate a Timbuctù.

I Manoscritti di Timbuctù sono una raccolta di circa 700.000 manoscritti arabo-islamici medievali africani conservati in biblioteche private a Timbuctù nel Mali. I manoscritti sono passati, di generazione in generazione, tra le mani di varie famiglie di Timbuctù e sono in una condizione di precario stato di conservazione. Alcuni manoscritti risalgono a XIII secolo.
Tale ricchezza era la diretta e concreta conseguenza della floridezza dei traffici trans-sahariani che mettevano in collegamento il Nordafrica arabo-berbero al Golfo di Guinea in generale e al Mali in particolare. Un insieme di cause decretò tuttavia il lento ma costante declino della parte sub-sahariana e un costante processo d'impoverimento di un'area che in passato aveva costruito un degli imperi africani più ricchi e produttivo di cultura non solo materiale. Dal 1800 tutta la zona divenne preda degli appetiti delle grandi potenze europee, del Regno Unito e della Francia in modo particolare. Il Mali cadde così sotto il diretto dominio di Parigi e tutto il sistema sociale ed economico di quelle regioni, già fortemente declinante, conobbe il definitivo tracollo.

## Precarietà della conservazione
Di tutto ciò risentì visibilmente la cultura e la sua produzione, un tempo spiccatamente originale. Gao, Djenné e Timbuctù conobbero un crescente disinteresse per le loro fonti culturali che l'avevano per secoli vivificate e i giovani prescelsero dal 1600 come luogo di studio le città del Nordafrica. A causa della pervasiva influenza del sistema d'istruzione imposto in Mali dalle autorità coloniali francesi, lo stesso interesse per i manoscritti medievali declinò sensibilmente. Nel XX secolo, a Timbuctù, un numero imprecisato di essi è stato venduto, depauperando non solo il Mali di un patrimonio immateriale di grandissimo valore, ma anche tutta la cultura islamica e quella del mondo. La rivista Time ha pubblicato una sua inchiesta secondo cui addirittura un imam locale sarebbe responsabile della vendita di vari manoscritti per la modesta (ma sensibile, per il posto) cifra media di $50 a esemplare.
Nell'ottobre del 2008 una delle biblioteche private è stata inoltre razziata da persone non meglio identificate e circa 700 manoscritti sono andati irrimediabilmente distrutti, mentre dal XXI secolo le precarie condizioni economiche e la povertà hanno portato varie componenti della società del Mali ad abbracciare il Fondamentalismo islamico, sulla spinta di una ribellione dell'elemento Tuaregh e da quel momento i manoscritti di Timbuctù hanno preso ad alimentare con continuità il mercato nero librario antiquario, sulla spinta di una domanda proveniente dagli atenei essenzialmente dell'Europa occidentale e degli Stati Uniti.

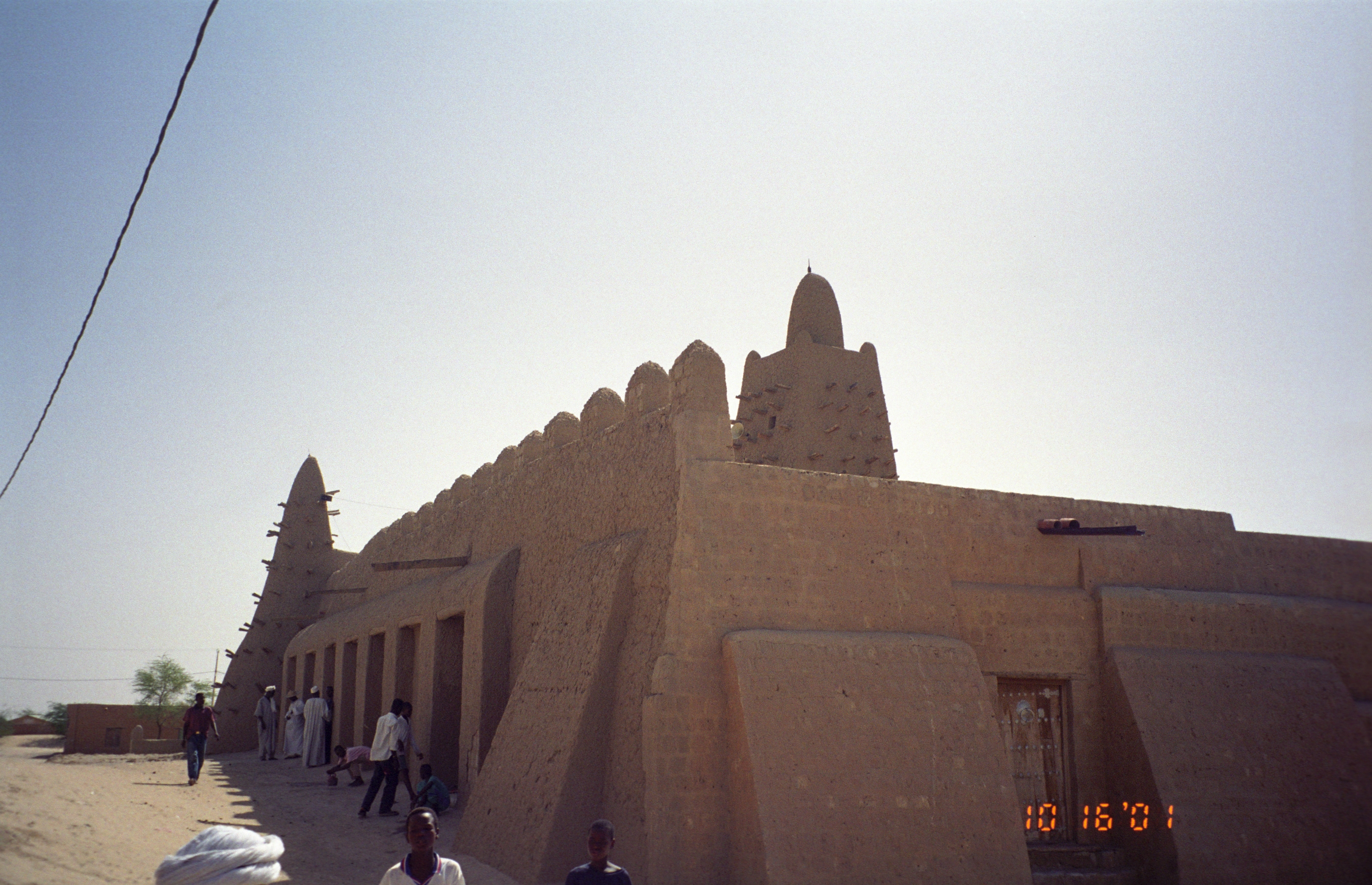
La moschea Djinguereber di Timbuctù, la più antica moschea, cosiddetta "di fango", della città.

La maggior parte dei manoscritti di Timbuctù è scritta in lingua araba o in lingue africane traslitterate in arabo, definite collettivamente "scrittura Ajami". Le lingue scritte locali impiegate nei manoscritti includono il Songhai e il Tamasheq (lingua tuaregh). Tali manoscritti trattano un variegato insieme di argomenti, compresi vari aspetti della cultura dell'Islam, l'astronomia, il diritto e una vasta casistica legale.

## Ricerche
Nel 1970, l'UNESCO ha fondato un'organizzazione che include tra i suoi obiettivi la preservazione di questi manoscritti, ma tale organizzazione è rimasta solo sulla carta fino al 1977. Nel 1998, il professore della Harvard University, Henry Louis Gates, ha visitato Timbuctù per la sua serie PBS Wonders of the African World.
Il Libraries of Timbuktu - Timbuktu Manuscripts Project è stato un progetto dell'Università di Oslo attivo tra il 2000 e il 2007. Suoi scopi sono stati il fornire assistenza fisica a quanti si occupavano di conservazione dei fondi manoscritti di Timbuctù, digitalizzandoli e predisponendo un catalogo informatico, rendendoli accessibili ai ricercatori di tutto il mondo. In seguito il progetto è stato patrocinato dal governo del Lussemburgo, oltre che dalla Norwegian Agency for Development Cooperation (NORAD), dalla Ford Foundation, dal Norwegian Council for Higher Education's Programme for Development Research and Education (NUFU) e dallo United States Ambassador's Fund for Cultural Preservation. Tra gli altri risultati del progetto si possono ricordare: recupero delle antiche rilegature grazie all'intervento di specialisti del luogo; allestimento di un database elettronico dei manoscritti, affidato all'alta specializzazione dell'Institut des Hautes Études et de Recherche Islamique – Ahmad Baba (IHERIAB) - francese; digitalizzazione di un vasto insieme di manoscritti di proprietà dello stesso Istituto parigino, facilitazione per gli studiosi e scambio tecnico con esperti in Marocco e in altri Paesi; recupero della testata dell'HERIAB, Sankoré; pubblicazione di un apprezzato libro illustrato, The Hidden Treasures of Timbuktu: Historic City of Islamic Africa.

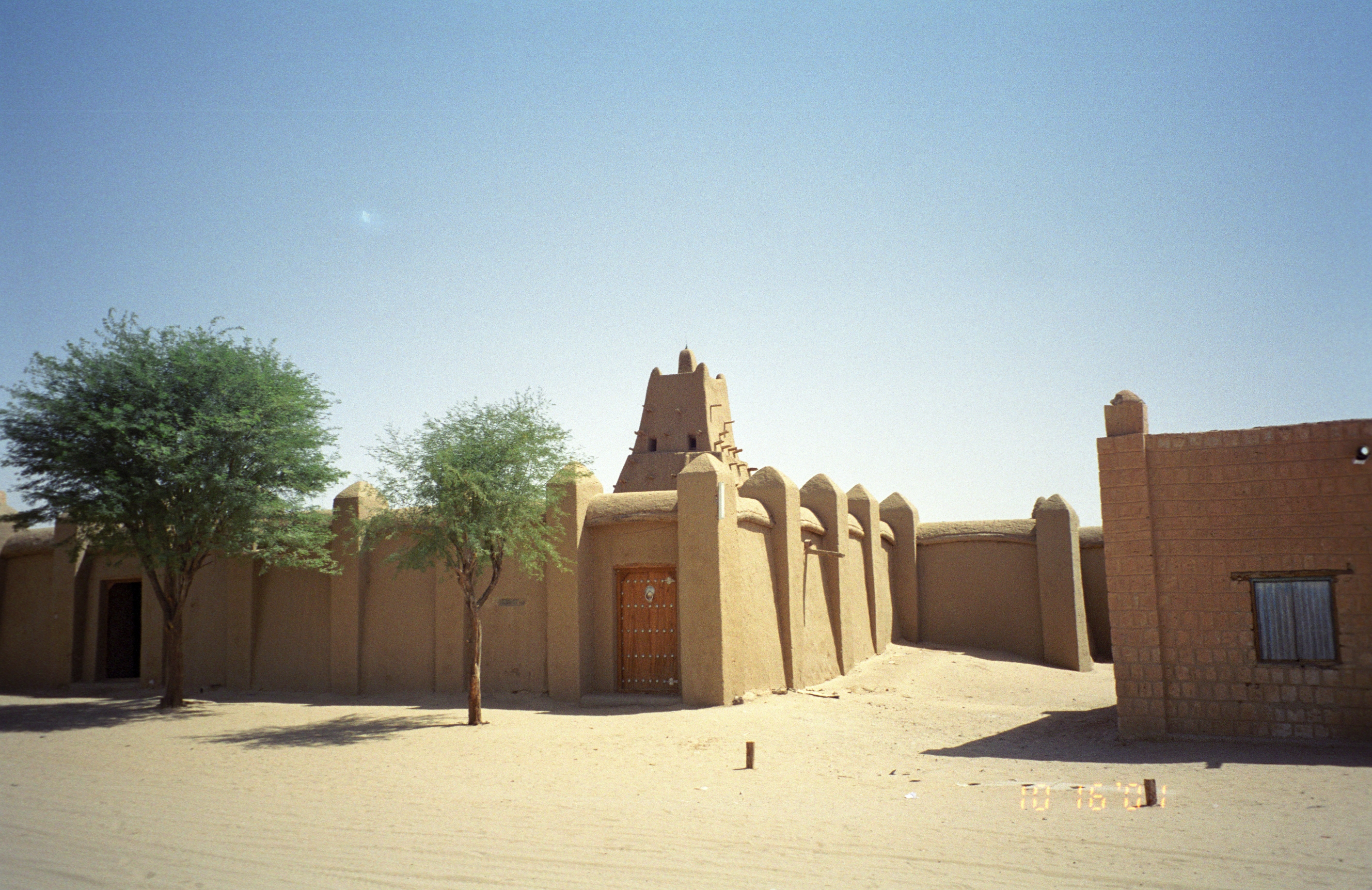
La "moschea di fango" di Sankore.

Il Tombouctou Manuscripts Project Archiviato il 3 febbraio 2013 in Internet Archive. è un progetto a parte finanziato dall'Università di Città del Capo. In partenariato col governo sudafricano, questo progetto costituisce il primo impegno ufficiale della New Partnership for Africa's Development. Avviato nel 2003 esso è tuttora funzionante e ha pubblicato un resoconto dello stato di avanzamento del progetto nel 2008. Anche nel campo della conservazione dei manoscritti, il progetto di Città del Capo intende contribuire a rendere maggiormente accessibile il vasto patrimonio delle biblioteche pubbliche e private di Timbuctù. Il database online del progetto è tuttavia accessibile solo agli studiosi.

### Documentazione
Un libro del 2008 su Timbuctù contiene un capitolo e alcune discussioni di alcuni manoscritti.
Un video sul progetto, The Ancient Astronomers of Timbuktu, è stato pubblicato nel 2009, con finanziamento della Ford Foundation e dell'Oppenheimer Memorial Trust.
Sempre nel 2009, il canale televisivo franco-tedesco Arte ha prodotto un lungometraggio sui retaggio costituito dai manoscritti di Timbuctù: Tombouctou: les manuscrits sauvés des sables | Timbuktus verschollenes Erbe: vom Sande verweht, regia di Lutz Gregor / Gruppe 5. Il film completo può essere visto online: Parte 1 | Parte 2 | Parte 3.
Immagini digitali di trentadue manoscritti della privata Mamma Haïdara Library sono disponibili tramite la United States Library of Congress; un piccolo gruppo di esse è anche accessibile sul sito web della World Digital Library delle Nazioni Unite.

## Guerra civile in Mali
La situazione legata al patrimonio manoscritto è diventata ancor più pericolosa nel 2012, nel quadro della guerra civile in cui le forze fondamentalistiche (alcune delle quali legate ad al-Qāʿida) hanno occupato quasi tutta l'area settentrionale del Mali, in cui si trova Timbuctù. La distruzione sistematica di tombe di marabutti fa temere che l'intolleranza di questi gruppi - che reclamano la rappresentanza del "vero Islam" - possa estendersi anche ai manoscritti, alcuni dei quali non "in linea" col pensiero ritenuto ortodosso dai fondamentalisti. Occorre specificare che la distruzione dei santuari dedicati a "santi" uomini fa da sempre parte del pensiero wahhabita (estremizzazione del neo-hanbalismo) vigente in Arabia Saudita e tra i movimenti più radicali fondamentalistici che dall'Arabia Saudita in buona parte provengono (è questo il caso di al-Qāʿida) e che hanno per decenni usufruito dei generosissimi finanziamenti della monarchia saudita alle organizzazioni religiose islamiche più conservatrici. Il 26 gennaio del 2013, durante la ritirata delle forze fontamentalistiche da Timbuctù all'arrivo dell'esercito francese, alcuni esponenti dei gruppi armati della costola maghrebina di al-Qāʿida si sono introdotti nell'Istituto di Alti Studi e Ricerca Islamica Ahmed Baba, e hanno dato alle fiamme i manoscritti che sono riusciti a trovare (circa 3.000, fortunatamente tutti precedentemente digitalizzati). Secondo il direttore del centro, tuttavia, il 95-99% dei manoscritti è riuscito a salvarsi grazie all'opera dei cittadini di Timbuctù che nottetempo, durante l'occupazione, sono entrati nel centro per nascondere i manoscritti nelle loro abitazioni private.